# Maurice Hewitt
Maurice Hewitt (* 6. Oktober 1884 in Asnières; † 7. November 1971 in Créteil) war ein französischer Violinist und Dirigent, sowie Mitglied der Résistance.

## Leben
Maurice Hewitt studierte Violine am Pariser Konservatorium. Ab 1914 war er Mitglied des Ensembles Société des Instruments anciens, von 1918 bis 1930 Mitglied des Capet Quartet, das sich insbesondere der Interpretation der Streichquartette Beethovens widmete. Von 1930 bis 1943 leitete er ein eigenes Quartett, außerdem gründete er 1941 das Orchestre de Chambre Hewitt.
Daneben gründete er die Plattenfirma Les Discophiles Français. Hier veröffentlichte er bis 1942 sechs Alben, darunter die Erstaufnahme von Jean-Philippe Rameaus Six Concerts en Sextuor. Auf weiteren Alben erschien u. a. Mozarts Klarinettenkonzert KV 622 (mit François Étienne), François Couperins L'Impériale und L'Apothéose de Lulli sowie Streichtrios Mozarts mit dem Trio Pasquier (Jean Pasquier, Violine, Pierre Pasquier, Viola und Étienne Pasquier, Violoncello).
Ab 1940 war Hewitt in der Résistance aktiv, wo er dem Netzwerk des Colonel Maurice Buckmaster angehörte. 1943 wurde er denunziert und verhaftet und 1944 in das Konzentrationslager Buchenwald deportiert (Haft-Nr. 44007). Hier gründete er mit polnischen Insassen ein illegales Streichquartett.
Nach der Befreiung gab er 1945 zum Gedenken an die nach Deutschland deportierten und dort gestorbenen Franzosen ein Konzert mit Gabriel Faurés „Requiem“. Hewitt war noch bis in die 1950er Jahre hinein als Dirigent und Musikpädagoge aktiv.